# Spilogona cordyluraeformis
Spilogona cordyluraeformis este o specie de muște din genul Spilogona, familia Muscidae. A fost descrisă pentru prima dată de Johann Andreas Schnabl în anul 1915. Conform Catalogue of Life specia Spilogona cordyluraeformis nu are subspecii cunoscute.